# كورنيليا ماير
كورنيليا ماير هي اقتصادية سويسرية، ولدت في 1959 في لانجينثال ‏ في سويسرا.